# Max Aaron
Maxwell Theodore „Max“ Aaron (* 25. Februar 1992 in Scottsdale, Arizona) ist ein ehemaliger US-amerikanischer Eiskunstläufer, der im Einzellauf startete.

## Werdegang
Aaron begann im Alter von vier Jahren mit dem Eishockeysport. Fünf Jahre später versuchte er sich erstmals als Eiskunstläufer. Von diesem Zeitpunkt an verfolgte er für die nächsten sieben Jahre beide Sportarten parallel. Aaron spielte Eishockey in der höchsten Klasse der unter 16-Jährigen. Für zwei Spielzeiten führte er die Liga in Toren und Strafminuten an. 2007 schaffte er es als einer von 40 Eishockeyspielern in das Perspektivteam des US-amerikanischen Eishockeyverbandes. Im selben Jahr belegte er den 13. Platz bei den nationalen Juniorenmeisterschaften im Eiskunstlauf. 2008 erlitt Aaron eine Verletzung der Lendenwirbel, die zu einer einjährigen Zwangspause führte. Daraufhin entschied er sich, seine Eishockeykarriere aufzugeben und sich auf den Eiskunstlauf zu konzentrieren. Er ging nach Colorado Springs, um bei Tom Zakrajsek zu trainieren.
2011 wurde Aaron US-Meister bei den Junioren und belegte den fünften Platz bei den Juniorenweltmeisterschaften. 2012 trat er erstmals bei den US-Meisterschaften der Senioren an und beendete diese auf dem achten Platz. Dabei beschämten ihn seine Fehler in der Kür so sehr, dass er nicht wie geplant zu seinem Trainingsstützpunkt zurückkehrte, sich eine Auszeit nahm und mit dem Gedanken spielte, seine sportliche Karriere zu beenden. Außerdem schrieb er sich für ein Wirtschaftsstudium ein. Schließlich entschied er sich doch, den angefangenen Weg zu Ende zu gehen, und nahm sein Training wieder auf.
Mit 20 Jahren wurde Max Aaron im Januar 2013 in Omaha US-amerikanischer Meister im Eiskunstlauf der Senioren. Dabei fiel er vor allem mit seiner Sprungkraft auf. In seiner Kür stand er zwei vierfache Salchows, einen davon in Kombination mit einem dreifachen Toeloop. Sechs Dreifachsprünge zeigte er in der zweiten Hälfte seines Programms und bekam dafür Bonuspunkte.
Sein Debüt bei den Vier-Kontinente-Meisterschaften schloss er auf dem vierten Platz ab.
Bei seinem Weltmeisterschaftsdebüt belegte Aaron im kanadischen London den siebten Platz. Dabei stellte er eine neue persönliche Bestleistung in der Gesamtpunktzahl von 238,36 Punkten auf.
Bei der Weltmeisterschaft im Jahr darauf wurde Aaron, diesmal als Dritter der US-Meisterschaften angereist, Achter. 2015 konnte er sich als Vierter der US-Meisterschaften nicht für die Weltmeisterschaft qualifizieren.
Im Herbst 2015 gewann Aaron mit seinem Sieg bei Skate America erstmals einen Grand-Prix. Dabei erreichte er eine persönliche Bestleistung mit der Gesamtpunktzahl von 258,95 Punkten.

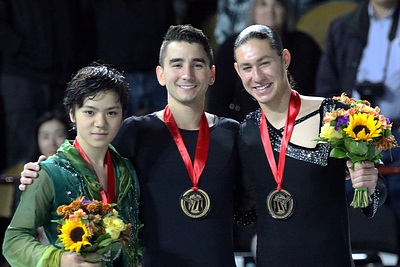
Aaron mit seiner Goldmedaille bei Skate America 2015

Im April 2018 gab Aaron das Ende seiner Eiskunstlaufkarriere bekannt.

## Persönliches
Max Aaron ist das Kind einer Krankenschwester und eines Kinderarztes. Er hat zwei Schwestern, die beide Paarlauf betreiben. Aaron wurde traditionell jüdisch erzogen. Er besitzt einen Golden Retriever. Als Vorbild gibt er Evan Lysacek an.

## Ergebnisse
| Meisterschaft / Jahr             | 2011  | 2012  | 2013  | 2014  | 2015  | 2016  | 2017  | 2018  |
| -------------------------------- | ----- | ----- | ----- | ----- | ----- | ----- | ----- | ----- |
| Weltmeisterschaften              |       |       | 7.    | 8.    |       | 8.    |       | 11.   |
| World Team Trophy                |       |       | 1.    |       | 1.    |       |       |       |
| Vier-Kontinente-Meisterschaften  |       |       | 4.    |       |       | 7.    |       | 5.    |
| Juniorenweltmeisterschaften      | 5.    |       |       |       |       |       |       |       |
| US-amerikanische Meisterschaften | 1. J  | 8.    | 1.    | 3.    | 4.    | 2.    | 9.    | 9.    |
| –                                |       |       |       |       |       |       |       |       |
| Grand-Prix-Wettbewerb / Saison   | 10/11 | 11/12 | 12/13 | 13/14 | 14/15 | 15/16 | 16/17 | 17/18 |
| Skate America                    |       |       |       | 3.    |       | 1.    |       |       |
| Skate Canada                     |       |       |       |       | 3.    |       |       |       |
| Cup of Russia                    |       |       |       |       | 7.    |       | 5.    |       |
| Trophée Eric Bompard             |       |       |       |       |       | 7.    |       | 7.    |
| NHK Trophy                       |       |       |       | 7.    |       |       |       |       |
| Cup of China                     |       |       |       |       |       |       | 4.    | 3.    |

J = Junioren